# フランク・シニョリーノ
フランク・エディ・シニョリーノ（Franck Eddy Signorino、1981年9月19日 - ）は、フランス共和国ヴァル＝ド＝マルヌ県ノジャン＝シュル＝マルヌ出身の元サッカー選手。現役時代のポジションはDF（左サイドバック）。

## 経歴
2001年、リーグ・ドゥ（2部）に在籍していたFCメスからデビューした。2シーズン目となる2002-03シーズンにはリーグ3位でリーグ・アン（1部）昇格を果たした。リーグ・アンで2シーズンプレーし、FCメス最後のシーズンはフランク・リベリーとコンビを組んだ。FCメスでは4シーズンで144試合に出場した。
2005年にFCナントに移籍した。2007年、FCナントがリーグ・ドゥに降格したため、シニョリーノに興味を示したニューカッスル・ユナイテッドFCやデポルティーボ・ラ・コルーニャの中からスペインのヘタフェCFに移籍した。移籍金は150万ユーロだった。7月30日、UEFAカップのトッテナム・ホットスパー戦でチームデビューした。怪我のためにリーグ戦デビューは遅れ、12月16日のビジャレアルCF戦でリーグデビューした。脛骨の酷い怪我により、2008-09シーズンは試合に出場していない。

## 所属クラブ
- 2001-2005  FCメス
- 2005-2007  FCナント
- 2007-2010  ヘタフェCF

→2010.1-6  FCカルタヘナ (Loan)
- 2010.12-2011  シャルルロワSC
- 2011-2012  スタッド・ラヴァル
- 2012-2016  スタッド・ランス
- 2016-2017  FCメス